# Іота (Міннесота)
Іота (англ. Eyota) — місто (англ. city) в США, в окрузі Олмстед штату Міннесота. Населення — 2006 осіб (2020).

## Географія
Іота розташована за координатами 43°59′18″ пн. ш. 92°13′56″ зх. д. / 43.98833° пн. ш. 92.23222° зх. д. (43.988319, -92.232121).  За даними Бюро перепису населення США в 2010 році місто мало площу 4,37 км², уся площа — суходіл.

## Демографія
Згідно з переписом 2010 року, у місті мешкало 1977 осіб у 758 домогосподарствах у складі 542 родин. Густота населення становила 452 особи/км².  Було 790 помешкань (181/км²).
Расовий склад населення:
| - 98,9 % — білих - 0,2 % — чорних або афроамериканців - 0,2 % — азіатів - 0,1 % — корінних американців |

До двох чи більше рас належало 0,4 %. Частка іспаномовних становила 0,7 % від усіх жителів.
За віковим діапазоном населення розподілялося таким чином: 30,3 % — особи молодші 18 років, 58,8 % — особи у віці 18—64 років, 10,9 % — особи у віці 65 років та старші. Медіана віку мешканця становила 34,4 року. На 100 осіб жіночої статі у місті припадало 99,3 чоловіків;  на 100 жінок у віці від 18 років та старших — 94,1 чоловіків також старших 18 років.
Середній дохід на одне домашнє господарство  становив 70 685 доларів США (медіана — 64 214), а середній дохід на одну сім'ю — 78 500 доларів (медіана — 73 938). Медіана доходів становила 51 288 доларів для чоловіків та 41 089 доларів для жінок. За межею бідності перебувало 7,1 % осіб, у тому числі 8,4 % дітей у віці до 18 років та 12,7 % осіб у віці 65 років та старших.
Цивільне працевлаштоване населення становило 1054 особи. Основні галузі зайнятості: освіта, охорона здоров'я та соціальна допомога — 43,3 %, роздрібна торгівля — 12,4 %, будівництво — 8,4 %, виробництво — 6,5 %.